# 水苏碱
水苏碱（英語： 或 proline betaine）是一种含氮化合物，分子式C7H13NO2，存在于益母草（Leonurus japonicus）、柘（Maclura tricuspidata）、田野水苏（Stachys arvensis）、天南星（Arisaema heterophyllum）等植物中
。